# Eva Nässén
Eva Nässén, född den 26 maj 1946, död den 13 februari 2021 i Göteborg, var en svensk sångerska och sångpedagog.
Nässén var filosofie doktor och professor samt ämnesansvarig för musikalisk gestaltning vid Högskolan för scen och musik vid Göteborgs universitet. Hon invaldes som ledamot av Kungliga Musikaliska Akademien 2003.